# NGC 6281
NGC 6281 ist ein offener Sternhaufen (Typdefinition „II2p“) im Sternbild Skorpion und etwa 1550 Lichtjahre von der Erde entfernt. Er wurde am 5. Juni 1826 von James Dunlop mit einem 9-Zoll-Spiegelteleskop entdeckt, der ihn dabei mit „a curiously curved line of pretty bright small stars, with many very small stars mixt“ beschrieb.
John Herschel notierte bei seiner Beobachtung mit einem 18-Zoll-Spiegelteleskop „a p rich, L, pB, cluster VII class, of loose stars 9, 10, 11th mag, which fills 2/3 of field“.